# Micropsectra dives
Micropsectra dives är en tvåvingeart som först beskrevs av Oskar Augustus Johannsen 1905.  Micropsectra dives ingår i släktet Micropsectra och familjen fjädermyggor. Inga underarter finns listade i Catalogue of Life.